# Władcy Kentu

Herb Kentu

Lista zawiera władców królestwa Kentu. 

Potomkowie Oisca znani są jako Oiscingowie.

## Królowie Kentu
- 455–488: Hengest
- 488–512: Oisc
- 512–522: Octa
- 522–560: Eormenric
- 560–616: Ethelbert I
- 616–640: Eadbald
- 640–664: Earconbert
- 664–673: Egbert I
- 673–685: Hlothere
- 685–686: Eadric
- 686–687: Mul
- 688–690: Oswine
- 676–692: Swaefhard
- 690–725: Wihtred
- 725/754?–748/762? : Eadbert
- 725–762: Aethelbert II
- 747–765: Eardwulf
- 759–764: Sigered z Esseksu
- 762–764: Eanmund
- 764–771: Heaberht
- 764–784: Ecgberht II
- 784–785: Ealhmund
- 785-796: Offa z Mercji
- 796–798: Eadbert II
- 798–807: Cuthred
- 798–807: Eadwald
- 807–825: Baldred
- 825-839: Ecgberht III
- 825-858: Aethelwulf
- 839-851: Aethelstan I
- 855-865: Aethelbert III
- 865-871: Aethelred I